# Віролюбівка (зупинний пункт)
Віролю́бівка — пасажирський залізничний зупинний пункт Лиманської дирекції Донецької залізниці на лінії Ступки — Краматорськ між станціями Краматорськ (20 км) та Часів Яр (10 км). Розташований в селищі Безім'яне Краматорського району Донецької області.
Пасажирське сполучення не здійснюється понад 10 років.